# قناة الرحمة الفضائية
قناة الرحمة الفضائية، قناة فضائية مصرية إسلامية سنية، أغلقت في عام 2010  ثم أعيد افتتاحها باسم قناة الروضة ، المشرف العام الشيخ محمد حسان.

## من برامجها
برنامج الطب الآمـن للدكتور أمير صالح، والنبأ العظيم للداعية محمد العريفي، وخطباء المستقبل، والأمثـــال، وحدائق ذات بهجة، وفتاوى الرحمــة، وسنن ابن ماجه، وعلى بصيرة، ومدارج السالكين لفضيلة الشيخ محمد حسين يعقوب
، وأخطاء يجب أن تصحح لفضيلة الشيخ مسعد أنور
، واقرأ وأرتق، وعيادة الرحمة، ومواقف إيمانية، وفقه الفرائض، وفقه العبادات، وأسماء الله الحسنى، ولماذا أسلموا ؟، والتفسير لفضيلة الشيخ محمد حسان
، ومجلس الرحمة، وقصة حكاها الرسول، وإن في ذلك لذكرى، ودرس السيرة لفضيلة الشيخ محمد حسان
، والوقف والابتداء، وعلمنى يا رسول الله، وآداب إسلاميـة، وفقه المعاملات، وكفاية ذنوب، والصحة النفسية للمرأة، وقطوف طبية، وأعلام الأمــة، وقضايا فقهية معاصرة، وشرح كتاب الوجيز، وواحة السنة، وواحة العلم، وصراع مع الشهوات، ومواقف تاريخية، وفضائل الصحابــة، ومعارج المقربين، والأسرة في ظلال الإسلام، وجبريل يسأل والنبى يجيب لفضيلة الشيخ محمد حسان
، والميثاق الغليظ، ونساء بيت النبوة، وجدد إيمانك، واللؤلؤ والمرجان، وأصول الدعوة للدكتور طلعت عفيفي
، وأحكـام النساء لفضيلة الشيخ مصطفى العدوي
، ورواية ورش، وترجمان القرآن، وطفولة مستقرة، وفن التربية، ومع الشباب، ومن بيوت الله لفضيلة الشيخ محمد حسان
، والبرهان في إعجاز القرآن، وأجوبة الإيمان، وراجعلك يا رب للدكتور حازم شومان
، وتدبر أسرار التنزيل للشيخ جلال الخطيب
، وأحكام التجويـد للشيخ أشرف عامر
، ومشكاة الأنـوار

## شخصيات بارزة في المحطة
- محمد حسان
- محمد حسين يعقوب
- أبو إسحاق الحويني
- حازم شومان
- محمد الصاوي
- محمود حسان، المدير العام

## إغلاق قناة الرحمة الفضائية
تم إغلاق قناة الرحمة الفضائية من مدينة الإنتاج يوم الثلاثاء، 19 أكتوبر 2010م دون سابق إنذار لعدة دعاوي منها الدعوى لنشر الفتنة الطائفية، وعادت على النايل سات مرة أخرى ولكن تحت اسم جديد وهو الروضة، ثم أغلقت ثانية مع مجموعة من القنوات بمجرد انتهاء بيان المجلس العسكري في مساء الثالث من يوليو 2013م ثم عادت القناة للعمل حالياً والبث المباشر من داخل مدينة الإنتاج الإعلامي بمصر بعد توفيق أوضاعها وهي الآن تعمل على ترددها على النايل سات.

## تردد القناة
على النايل سات 10873 باستقطاب رأسي ومعدل ترميز 27500
وعلى العرب سات 12149 باستقطاب أفقي ومعدل ترميز 27500
التردد الجديد لقناة الرحمة هو 10873 ومعدل الترميز 27500 ومعامل التصحيح 3/4.

## أنظر أيضًا
- قناة أمجاد
- قناة الحافظ
- قناة الناس
- قناة الندى الفضائية

## وصلات خارجية
- الموقع الرسمي
- البث المباشر للقناة